# Кармайкл, Джеки
Джеки Кармайкл (англ. Jackie Carmichael; род. 2 января 1990, Манхаттан, штат Канзас, США) — американский профессиональный баскетболист, играющий на позиции тяжёлого форварда.

## Карьера
Кармайкл выпускник университета Иллинойс предпринимал попытки пробиться в НБА, выступая в Летней лиге за «Майами Хит», «Даллас Маверикс» и «Индиану Пэйсерс». Кроме того, Джеки пробовал силы в D-Лиге в составе «Айова Энерджи» и вошёл в третью сборную новичков сезона.
В сезоне 2017/2018 Кармайкл защищал цвета «Ушак Спортиф» (c 25 июля по 1 ноября числился в составе другого турецкого клуба «Демир Иншаат Бююкчекмедже», не сыграв за него ни разу). Его средняя статистика в 23 матчах чемпионата Турции составила 13,4 очка, 7 подборов, 1,9 передачи, 1,1 блок-шота и 0,8 перехвата за 29,7 минуты. Так же, Джеки дважды признавался лучшим игроком недели в турецкой Суперлиге, а также стал 4-м в чемпионате по блок-шотам.
В августе 2018 года Кармайкл заключил с «Автодором» контракт на месяц с опцией продления до конца сезона. По истечении срока действия соглашения Джеки и руководство саратовского клуба приняли решение не активировать опцию продления контракта.
Свою карьеру Кармайкл продолжил в ливанском «Аль-Рияди», но в ноябре вернулся в Россию заключив соглашение с УНИКСом на 2 месяца с опцией продления до конца сезона. В Единой лиге ВТБ он набирал в среднем за матч 6,8 очка и 4,0 подбора, а в Еврокубке – 5,5 очка и 3,2 подбора.
В марте 2019 года Кармайкл покинул казанский клуб по истечении контракта и перешёл в «Коньяспор».
В августе 2019 года Кармайкл подписал контракт с «Бурком». В чемпионате Франции статистика Джеки составила 10,9 очка и 4,8 подбора.
В июне 2020 года Кармайкл перешёл в «Игокеа». В Лиги чемпионов ФИБА Джеки набирал 11,1 очка, 3,9 подбора и 2,2 передачи в среднем за игру, выиграл с командой Кубок Боснии и Герцеговины.
В июле 2021 года Кармайкл стал игроком «Цедевиты-Олимпии».

## Личная жизнь
5 сентября 2018 года в семье Джеки Кармайкла и его супруги Эмили родился сын Лукас Хэнли. Рост малыша – 58 см, вес – 3500 грамм. Мать Жанель занималась баскетболом в Государственном университете Бемиджи. Младшая сестра Кэтрин играла в волейбол за Канзасский университет на позиции доигровщицы, а потом работала в футбольной команде университета, и в 2017 году стала победительницей конкурса «Мисс Канзас». Один из братьев, Джеймисон, работает тренером в баскетбольной команде Университета Святой Марии в Канзасе, а другой брат Кристиан играет в этой команде.

## Достижения
- Обладатель Кубка Боснии и Герцеговины: 2020/2021